# دوازدهمین دوره کتاب سال جمهوری اسلامی ایران
مراسم دوازدهمین دوره کتاب سال جمهوری اسلامی ایران در بهمن ۱۳۷۳ در تهران برگزار شد.

## آثار منتخب
| فهرست کشاورزی ایران (۵ ج)                                     | نسرین‌دخت عماد خراسانی                         |                                                          |                          | وزارت کشاورزی، مرکز مطالعات برنامه‌ریزی و اقتصاد کشاورزی             | ۱۳۷۲ | برگزیده      |                          |
| مروری بر اطلاعات و اطلاع‌رسانی                                 | عباس حری                                      |                                                          |                          | دبیرخانهٔ هیئت امنای کتاب‌خانه‌های عمومی کشور، نشر کتاب‌خانه            | ۱۳۷۲ | برگزیده      |                          |
| نفحات الازهار فی خلاصة عبقات الانوار (۱۲ ج)                   | السید علی الحسینی المیلانی                    |                                                          |                          | مؤلف                                                                | ۱۳۷۲ | برگزیده      | حدیث و رجال              |
| غایة المراد فی شرح نکت الارشاد                                | الشهید الاول (و) حاشیة الارشاد، الشهید الثانی |                                                          |                          | مکتب الاعلام الاسلامی                                               | ۱۳۷۲ | برگزیده      | فقه و اصول               |
| شرح منازل السائرین                                            | عبدالرزاق القاسانی                            |                                                          |                          | بیدار                                                               | ۱۳۷۲ | برگزیده      | عرفان                    |
| نخبگان سیاسی ایران از انقلاب مشروطیت تا انقلاب اسلامی         | زهرا شجیعی                                    |                                                          |                          | سخن                                                                 | ۱۳۷۲ | برگزیده      | جامعه‌شناسی               |
| آمار ناپارامتری کاربردی                                       | کنوور                                         | سید مقتدی هاشمی‌پرست                                      |                          | مرکز نشر دانشگاهی                                                   | ۱۳۷۲ | برگزیده      | جامعه‌شناسی               |
| توسعه و ترویج روستایی                                         | اسماعیل شهبازی                                |                                                          |                          | مؤسسه انتشارات و چاپ دانشگاه تهران                                  | ۱۳۷۲ | برگزیده      | اقتصاد                   |
| روابط بین‌الملل در تئوری و عمل                                 | سید علی اصغر کاظمی                            |                                                          |                          | قومس                                                                | ۱۳۷۲ | برگزیده      | علوم سیاسی               |
| فرهنگ مشتقات مصادر فارسی                                      | کامیاب خلیلی                                  |                                                          |                          | مؤسسه مطالعات و تحقیقات فرهنگی                                      | ۱۳۷۲ | برگزیده      | زبان فارسی               |
| جبر خطی                                                       | سرژلانگ                                       | محمد رجبی طرخورانی                                       |                          | کوروش                                                               | ۱۳۷۲ | برگزیده      | ریاضی                    |
| فیزیک گرما                                                    | فیلیپ ام. مورس                                | یوسف ثبوتی، محمدرضا خواجه‌پور                             |                          | مرکز نشر دانشگاهی                                                   | ۱۳۷۲ | برگزیده      | فیزیک                    |
| شیمی معدنی (اصول ساختار و واکنش‌پذیری)                         | جیمز هیویی                                    | اعظم رحیمی، مهدی رشیدی، منصور عابدینی، داریوش مهاجر      |                          | مرکز نشر دانشگاهی                                                   | ۱۳۷۲ | برگزیده      | شیمی                     |
| مبانی زمین‌شناسی                                               | ا.جی. تاربوک، ف.ک. لوتگن                      | رسول اخروی                                               |                          | مدرسه                                                               | ۱۳۷۲ | برگزیده      | زمین‌شناسی                |
| تاریخ دامپزشکی و پزشکی ایران                                  | حسن تاج‌بخش                                    |                                                          |                          | مؤسسه انتشارات و چاپ دانشگاه تهران                                  | ۱۳۷۲ | برگزیده      | علوم پزشکی               |
| بیوتکنولوژی مولکولی                                           | سیدنی پرایموز                                 | مجتبی طباطبایی، محمدرضا نوری دلویی، چنگیز تقی بیگلو      |                          | مرکز ملی تحقیقات ژنتیک و زیستی وزارت فرهنگ و آموزش عالی             | ۱۳۷۲ | برگزیده      | علوم پزشکی               |
| فرایندهای سینتیکی در مهندسی مواد و متالوژی                    | خطیب‌الاسلام صدرنژاد                           |                                                          |                          | امیر کبیر                                                           | ۱۳۷۲ | برگزیده      | مواد و معدن              |
| الکترونیک صنعتی                                               | سیریل لندر                                    | محمد باقر معتمدی‌نژاد، سید طاهر میرفاضلی، حسین شفیقی شهری |                          | خراسان                                                              | ۱۳۷۲ | برگزیده      | برق                      |
| طرح‌ریزی واحدهای صنعتی                                         | جیمز م. اپل                                   | اردوان آصف وزیری                                         |                          | تندر                                                                | ۱۳۷۲ | برگزیده      | برق                      |
| تولید مثل در گاو                                              | آ.ر. پیترز، پ.جی. بال                         | محمد جواد ضمیری                                          |                          | دانشگاه شیراز                                                       | ۱۳۷۲ | برگزیده      | کشاورزی و دامپروری       |
| اصول و مبانی هنرهای تجسمی (ج ۱)                               | محمد حسین حلیمی                               |                                                          |                          |                                                                     | ۱۳۷۲ | برگزیده      | هنرهای تجسمی             |
| فیزیولوژی ورزش                                                | فاکس و ماتیوس                                 | اصغر خالدان                                              |                          | مؤسسه انتشارات و چاپ                                                | ۱۳۷۲ | برگزیده      | تربیت بدنی               |
| حدیث عشق در شرق                                               | ژان کلو دواه                                  | جواد حدیدی                                               |                          | مرکز نشر دانشگاهی                                                   | ۱۳۷۲ | برگزیده      | ادبیات عربی              |
| آب مثل اسلام                                                  | جعفر ابراهیمی                                 |                                                          |                          | کانون پرورش فکری کودکان و نوجوانان                                  | ۱۳۷۲ | برگزیده      | ادبیات کودکان و نوجوانان |
| آواز پوپک                                                     | جعفر ابراهیمی                                 |                                                          |                          | کانون پرورش فکری کودکان و نوجوانان                                  | ۱۳۷۲ | برگزیده      | ادبیات کودکان و نوجوانان |
| قالی رنگین کمان                                               | جعفر ابراهیمی                                 |                                                          |                          | مدرسه                                                               | ۱۳۷۲ | برگزیده      | ادبیات کودکان و نوجوانان |
| لبخند شبنم‌ها                                                  | جعفر ابراهیمی                                 |                                                          |                          | مدرسه                                                               | ۱۳۷۲ | برگزیده      | ادبیات کودکان و نوجوانان |
| تاریخ خوی                                                     | محمد امین ریاحی                               |                                                          |                          | توس                                                                 | ۱۳۷۲ | برگزیده      | تاریخ                    |
| زبده التواریخ                                                 | حافظ ابرو                                     |                                                          | کمال حاج سید جوادی       | نی                                                                  | ۱۳۷۲ | برگزیده      | تاریخ                    |
| اعراب حدود مرزهای روم شرقی و ایران در سده‌های چهارم-ششم میلادی | ن.و. پیگولوسکایا                              | عنایت الله رضا                                           |                          | مؤسسه مطالعات و تحقیقات فرهنگی                                      | ۱۳۷۲ | برگزیده      | تاریخ                    |
| مرجع‌شناسی، شناخت خدمات و کتاب‌های مرجع                         | نورالله مرادی                                 |                                                          |                          | فرهنگ معاصر                                                         | ۱۳۷۲ | شایسته تقدیر |                          |
| تفسیر غریب القرآن                                             | زیدبن علی بن الحسین                           |                                                          |                          | مکتب الاعلام الاسلامی                                               | ۱۳۷۲ | شایسته تقدیر | علوم قرآنی               |
| جامع الاخبار                                                  | شیخ محمد سبزواری                              |                                                          |                          | آل البیت الاحیاء التراث                                             | ۱۳۷۲ | شایسته تقدیر | علوم قرآنی               |
| فرهنگ آفتاب                                                   | عبدالمجید معادیخواه                           |                                                          |                          | ذره                                                                 | ۱۳۷۲ | شایسته تقدیر | علوم قرآنی               |
| تحریر تمهید القواعد                                           | عبدالله جوادی آملی                            |                                                          |                          | الزهراء                                                             | ۱۳۷۲ | شایسته تقدیر | علوم قرآنی               |
| شرح الاسماء (او) شرح دعاء الجوشن الکبیر                       | مولی هادی سبزواری                             |                                                          |                          | مؤسسه انتشارات و چاپ                                                | ۱۳۷۲ | شایسته تقدیر | حدیث                     |
| حقوق اساسی جمهوری اسلامی ایران                                | سید محمد هاشمی                                |                                                          |                          | انتشارات یلدا                                                       | ۱۳۷۲ | شایسته تقدیر |                          |
| اقتصاد کار و نیروی انسان                                      | حسن سبحانی                                    |                                                          |                          | سازمان مطالعه و تدوین کتب علوم انسانی دانشگاه‌ها                     | ۱۳۷۲ | شایسته تقدیر |                          |
| سنگ‌شناسی دگرگونی                                              | علی درویش زاده                                |                                                          |                          | دانشگاه پیام نور                                                    | ۱۳۷۴ | شایسته تقدیر |                          |
| فیزیولوژی گیاهی۴ (فتوسنتز)                                    | حسن ابراهیم‌زاده                               |                                                          |                          | مؤسسه انتشارات و چاپ                                                | ۱۳۷۲ | شایسته تقدیر |                          |
| چگونه مفاهیم فیزیک را درک کنیم                                | ل. ایپشتین                                    | جهانشاه میرزابیگی                                        |                          | نشر علوم دانشگاهی                                                   | ۱۳۷۲ | شایسته تقدیر |                          |
| سیاره ما زمین                                                 | آ.و. بیالکو                                   | لطیف کاشیگر                                              |                          | انجمن فیزیک ایران                                                   | ۱۳۷۲ | شایسته تقدیر |                          |
| فیزیک(۴ج، نور و مبانی فیزیک کوانتومی)                         | د. هالیدی، ر. رزنیک                           | محمدرضا بهاری                                            |                          | مرکز نشر دانشگاهی                                                   | ۱۳۷۲ | شایسته تقدیر |                          |
| شیمی و جامعه                                                  | م. جوستن و دیگران                             | احمد خواجه نصیرطوسی                                      |                          | فاطمی                                                               | ۱۳۷۲ | شایسته تقدیر |                          |
| روش‌های عددی پیشرفته به زبان بیسیک                             | ر.ی. اسکراتن                                  | بهمن مهری، مجید محمودزاده                                |                          | دانشگاه صنعتی شریف، انتشارات علمی                                   | ۱۳۷۲ | شایسته تقدیر |                          |
| الحاوی (ج۲۲، داروشناسی)                                       | محمدبن زکریای رازی                            | سید محمود طباطبایی                                       |                          | شرکت داروسازی الحاوی                                                | ۱۳۷۲ | شایسته تقدیر |                          |
| آشنایی با ارزیابی کار و زمان                                  | دفتر بین‌المللی کار                            | عباس کحال زاده                                           |                          | مرکز نشر دانشگاهی                                                   | ۱۳۷۲ | شایسته تقدیر |                          |
| دینامیک خاک                                                   | سید مجدالدین میرحسینی                         | سید مجدالدین میرحسینی                                    |                          | وزارت فرهنگ و آموزش عالی، مؤسسه بین‌المللی زلزله‌شناسی و مهندسی زلزله | ۱۳۷۲ | شایسته تقدیر |                          |
| ساختمان‌های مقاوم در مقابل زلزله                               | مینور و واکابایاشی                            | محمدمهدی سعادت پور                                       |                          | دانشگاه صنعتی اصفهان                                                | ۱۳۷۲ | شایسته تقدیر |                          |
| مقدمه ای بر پایگاه داده‌ها                                     | محمد تقی روحانی رانکوهی                       |                                                          |                          | جلوه                                                                | ۱۳۷۲ | شایسته تقدیر |                          |
| اصول طراحی مبدل‌های حرارتی                                     | علی اصغر رستمی                                |                                                          |                          | جهاد دانشگاهی واحد صنعتی اصفهان                                     | ۱۳۷۲ | شایسته تقدیر |                          |
| مبانی آیرودینامیک                                             | آرتولدام کوته                                 | اصغر برادران رحیمی                                       |                          | دانشگاه امام رضا (ع)                                                | ۱۳۷۲ | شایسته تقدیر |                          |
| مجموعه وسایل فارسی                                            | خواجه عبدالله انصاری                          |                                                          | محمد سرور مولایی         | توس                                                                 | ۱۳۷۲ | شایسته تقدیر |                          |
| حافظ به سعی سایه                                              |                                               |                                                          | هوشنگ ابتهاج (ه.ا. سایه) | توس                                                                 | ۱۳۷۲ | شایسته تقدیر |                          |
| کلیات سبک‌شناسی                                                | سیروس شمیسا                                   |                                                          |                          | فردوس                                                               | ۱۳۷۲ | شایسته تقدیر |                          |
| جای پای ابراهیم                                               | محمد ناصری                                    |                                                          |                          | حوزه هنری                                                           | ۱۳۷۲ | شایسته تقدیر |                          |
| کیسه توتون مادربزرگ                                           | فاضل اسکندر و [دیگران]، مرضیه طهمورثی نژاد    |                                                          |                          | پیام آزادی                                                          | ۱۳۷۲ | شایسته تقدیر |                          |
| آتش یخ زده                                                    | جیمز هوستون                                   | ثریا قزل ایاغ                                            |                          | توس                                                                 | ۱۳۷۲ | شایسته تقدیر |                          |
| فیلمنامه تاریخ سینمای ایران                                   | محمد تهامی نژاد                               |                                                          |                          | سینما                                                               | ۱۳۷۲ | شایسته تقدیر |                          |
| بیولوژی فعالیت بدنی                                           | ادینگتون، ادکرتون                             | حجت‌الله نیکبخت                                           |                          | سازمان مطالعه و تدوین کتب علوم انسانی دانشگاه‌ها                     | ۱۳۷۲ | شایسته تقدیر |                          |
| جغرافیای تاریخی فارس                                          | پاول شوراتس                                   | کیکاوس جهانداری                                          |                          | انجمن آثار و مفاخر فرهنگی                                           | ۱۳۷۲ | شایسته تقدیر |                          |
| حفاری هفت تپه دشت خوزستان                                     | عزت‌الله نگهبان                                |                                                          |                          | سازمان میراث فرهنگی کشور                                            | ۱۳۷۲ | شایسته تقدیر |                          |
| اسنان، جامعه و محیط زیست                                      | تألیف گروهی                                   | صلاح الدین محلاتی                                        |                          | دانشگاه شهید بهشتی                                                  | ۱۳۷۲ | شایسته تقدیر |                          |